# 荆振昌
荆振昌（1911年—1981年4月12日），郑州市黄岗寺村（今二七区嵩山路街道办事处黄岗寺）人，中国人民解放军通信工作开创人。

## 生平
1931年12月宁都起义，刘光甫、海风阁、荆振昌、闻述尧、陈士吾、汪名震等40多名无线电技术人员参加红军，带来了8部无线电台，使中央红军的电台增加到14部。红军长征时在军委四局三科（科长邱会作）工作。1936年随红军西路军西征任电台台长。1937年8月，陈云将在新疆的西路军余部改编的总支队开办了第一期无线电通讯训练班，学习收发报技术，训练班由刘寅负责，王子纲、王玉衡、荆振昌、徐明德、郑执中任教员，三局局长宋侃夫教文化课。1938年6月，邓发指示组织了第二期无线电通讯训练班，由荆振昌负责，并与徐明德任教员1939年7月，第二期无线电通讯训练班结束。学员结业后大部分回延安，只有几个人留在新疆工作。荆振昌被派往苏联在迪化的一个秘密电台工作。
1948年3月26日，毛泽东、周恩来、任弼时率领中央前委机关从陕北赴西柏坡途中到达晋绥军区司令部驻地兴县蔡家崖，毛泽东在晋绥干部会议上发表了讲话，即著名的《在晋绥干部会议上的讲话》。晋绥军区司令部通信处长荆振昌向中央前委通信大队大队长崔伦介绍了晋绥军区的通信情况，还带崔伦参观了直属队。
为了适应解放战争转入战略决战和全面进攻的新形势，1948年9月16日至10月15日中央军委三局根据中共中央政治局九月会议指示，在平山县下槐镇东南部的王家沟召开了“全军部队通信会议”会议研究了大决战时期的部队通信工作和做好接管大中城市通信企业事业单位的准备工作。
1964年4月2日《人民日报》第2版发表长篇通讯《一心引导孩子走红色大道——记荆振昌夫妇以身作则教育子女》，报道称“参加过长征的老干部，现在是铁道部电务局局长”的“革命老干部荆振昌和他的爱人杜玉清，处处注意以身作则教育子女，他们的七个孩子个个养成了热爱劳动、勤俭朴素、团结友爱、刻苦学习的良好品德。”

## 家人
- 夫人 杜玉清
- 长子 荆延园，考入解放军通讯学院。
- 次子 荆奇，1946年生，1964年 考入解放军哈尔滨军事工程学院。
- 三子 荆明
- 四女 荆如心